# Доротея Августа фон Шлезвиг-Холщайн-Готорп
Доротея Августа фон Шлезвиг-Холщайн-Готорп (на немски: Dorothea Auguste von Schleswig-Holstein-Gottorf; * 12 май 1602, Готорп; † 13 март 1682, Пльон) от Дом Олденбург, е принцеса от Холщайн-Готорп и чрез женитба херцогиня на Шлезвиг-Холщайн-Зондербург-Пльон (1633 – 1671).

## Живот
Тя е втората дъщеря на херцог Йохан Адолф фон Шлезвиг-Холщайн-Готорп (1575 – 1616) и съпругата му принцеса Августа Датска (1580 – 1639), дъщеря на датския крал Фредерик II и София фон Мекленбург.
Доротея Августа се омъжва на 12 май 1633 г. за Йоахим Ернст I фон Шлезвиг-Холщайн-Зондербург-Пльон (1595 – 1671), първият херцог на Пльон. Йоахим Ернст нарежда през 1632 г. събарянето на стария замък в Пльон и от 1633 до 1636 г. построява дворец като резиденция. Финансира се с нейната зестра.
Нейният син Йохан Адолф участва в множество войни и оставя управлението на херцогството на майка му Доротея Августа и на съпругата му Доротея София. Тя умира на 31 март 1682 г. на 79 години.

## Деца
Доротея Августа и Йоахим Ернст имат децата:
- Йохан Адолф (* 1634; † 1704), херцог на Шлезвиг-Холщайн-Пльон, женен на 2 април 1673 г. за Доротея София фон Брауншвайг-Волфенбютел (1653 – 1722), дъщеря на херцог Рудолф Август фон Брауншвайг-Волфенбютел и графиня Кристиана Елизабет фон Барби-Мюлинген
- Август (* 1635; † 1699), херцог на Шлезвиг-Холщайн-Зондербург-Норбург, женен 1666 г. за Елизабет Шарлота фон Анхалт-Харцгероде (1647 – 1723), дъщеря на принц Фридрих фон Анхалт-Харцгероде и графиня Йохана Елизабет фон Насау-Хадамар
- Ернестина (* 10 октомври 1636; † 18 март 1696)
- Йоахим Ернст II (* 5 октомври 1637; † 5 октомври 1700), херцог на Шлезвиг-Холщайн-Зондербург-Пльон-Ретвиш, ∞ Изабела от Мероде-Вестерлоо (1649 – 1701)
- Бернард (* 31 януари 1639; † 13 януари 1676), датски генерал
- Агнес Хедвиг (* 29 септември 1640; † 20 ноември 1698), омъжена на 10 май 1672 г. за Кристиан фон Шлезвиг-Холщайн-Зондербург-Глюксбург (1627 – 1698)
- Карл Хайнрих (* 20 март 1642; † 20 януари 1655, Виена)
- София Елеонора (* 30 юли 1644; † 22 януари 1729), омъжена на 25 август 1666 г. за граф Волфганг Юлиус фон Хоенлое-Нойенщайн (1622 – 1698), син на граф Крафт VII фон Хоенлое-Нойенщайн-Вайкерсхайм и пфалцграфиня София фон Цвайбрюкен-Биркенфелд